# インターナショナル (ニュー・オーダーのアルバム)
『インターナショナル〜ザ・グレイテスト・ヒッツ』（International）はイギリスのバンドニュー・オーダーが2002年に発表したベスト・アルバムである。

## 解説
7年振りにリリースされたオリジナルアルバム『ゲット・レディー』に続いてリリースされたベストアルバムで通算12枚目、彼らのベストアルバムとしては4枚目に当たる。今作では初期の楽曲からリリース直前に映画『24アワー・パーティー・ピープル』のサウンドトラックに提供した新曲「ヒア・トゥ・ステイ」までのシングル曲の内14曲をリリース順に収録している。
既にキャリア20年を超えた彼らのバンド活動であったが、『ゲット・レディー』のレコーディングを最後にジリアン・ギルバートが正式に脱退していた。これはスティーヴン・モリスとの間に生まれた子供が難病を抱えており育児に専念するためであった。『ゲット・レディー』までオリジナルアルバムのリリースもなく『ザ・ベスト・オブ・ニュー・オーダー』と『ザ・レスト・オブ・ニュー・オーダー』に続くベスト・アルバムの乱発で、解散の噂は絶え間なく広まった。このアルバムのリリース時にはニューアルバムをレコーディング中で翌年（2003年）にはリリースされるというアナウンスもされたが、次にリリースされたのは彼ら初のCD-BOX『レトロ』であった。結局このときにアナウンスされたアルバムが実際にリリースされたのは2005年になってからであり、その後メンバー間の確執が更に表面化することになる。

## 収録曲
1. セレモニー Ceremony - 4:25
2. ブルー・マンデー Blue Monday - 7:26
3. コンフュージョン Confusion - 4:43
4. シーヴス・ライク・アス Thieves Like Us - 6:39
5. パーフェクト・キス The Perfect Kiss - 4:51
6. シェルショック Shellshock - 6:31
7. ビザール・ラヴ・トライアングル（エクステンデッド・ダンス・ミックス） Bizarre Love Triangle (Extended Dance Mix) - 6:44
8. トゥルー・フェイス True Faith - 5:52
9. タッチト・バイ・ザ・ハンド・オブ・ゴッド（オリジナル12"） Touched by the Hand of God (Original 12"） - 7:05
10. ラウンド&ラウンド Round & Round - 4:01
11. リグレット Regret - 4:11
12. クリスタル  Crystal - 6:52
13. 60マイルズ・アン・アワー  60 Miles an Hour - 4:36
14. ヒア・トゥ・ステイ  Here to Stay - 3:59